# Asemonea virgea
Asemonea virgea là một loài nhện trong họ Salticidae.
Loài này thuộc chi Asemonea. Asemonea virgea được Wanda Wesołowska & Szüts miêu tả năm 2003.